# Ranakah
Ranakah és un volcà que es troba a la part central-sud de l'illa de Flores, Indonèsia. Esta format per un conjunt de doms de lava orientats d'est a oest. El més alt de tots és el Poco Mandasawu, que s'eleva fins als 2.350 msnm i és la muntanya més alta de l'illa. Un altre dom, format el 1987, és anomenat Anak Ranakah, literalment "fill de Ranakah", al flanc nord del Pocok Ranakah, un altre dom que culmina a 2.140 msnm. L'Anak Ranakah va tornar a entrar en erupció el març de 1991.